# Katolske Kirke i Danmark
Den Katolske Kirke i Danmark (også kaldet Den romerskkatolske kirke i Danmark) er den romerskkatolske kirkes organisation for Danmark. Den dækker hele Danmarks område, (herunder Færøerne og Grønland), og er en sammenslutning af lokale katolske samfund, i alt 45 sogne, der er samlet under en enkelt biskops jurisdiktion. Den Katolske Kirke i Danmark er direkte underlagt pavens universelle jurisdiktion.
Stiftet har det officielle navn bispedømmet København og har sit sæde ved den katolske domkirke Sankt Ansgars Kirke i København. Den nuværende biskop er Czeslaw Kozon. Han er medlem af et rådgivende organ ved navn Skandinaviens biskopskonference.
Katolicismen var Danmarks officielle religion fra senvikingetiden omkring 1000 til reformationen i 1536. Derefter var katolicismen forbudt i Danmark i længere tid, men blev atter tilladt ved indførelsen af fuld religionsfrihed med grundloven af 1849, og siden er der igen vokset en katolsk menighed frem, der i dag tæller ca. 50.000 danskere.

## Historie
Kristendommen i dens katolske form blev først indført til Danmark af missionærer i begyndelsen af det ottende århundrede. Kristendommen blev definivt hele kongerigets religion ved kong Knud den Stores dåb.
I 1517 opslog Martin Luther sine 95 teser på kirkedøren i Wittenberg. Dermed begyndte den langvarige religionsomvæltning kaldet Reformationen, efterfulgt af modreformationen. Det blev den største omvæltning for kirken i nyere tid, da Luthers idéer fremtvang en opsplitning af den samlede vestlige (latinske) kristendom. Trediveårskrigen hundrede år senere var i høj grad afledt af den kirkelige splittelse.
I 1536 blev reformationen gennemført i Danmark, hvorefter katolicisme eller andre religioner udover den lutherske udgave af kristendommen ikke var tilladt i Danmark.
I 1849 blev religionsfrihedens fuldkomne indførelse påbegyndt med Junigrundloven. Dermed blev også katolicisme igen tilladt i Danmark. Omkring 1850 fandtes cirka 1.000 katolikker i Danmark. Det tog dog en del år, før Den Katolske Kirke tog konsekvensen af de nye muligheder, da biskoppen af Osnabrück Paul Melchers (de) i 1860 kom til København og meddelte firmelsens sakramente. Administrativt tilhørte Danmark det Nordiske vikariat, som blev varetaget af biskoppen af Osnabrück.
I 1868 blev Danmark ophøjet til et selvstændigt apostolsk præfektur, og sognepræsten ved Sankt Ansgar Kirke Hermann Grüder (1828-1883) blev udnævnt til præfekt af Vatikanet. Fra de dengang to sogne, København (ca. 1640) og Fredericia (1674), kom sidenhen seks nye til: Odense og Randers i 1867, Horsens i 1872, Århus i 1873, Kolding i 1882 og Svendborg i 1883.
I 1892 blev Danmark ophøjet til et apostolsk vikariat, og præfekt Johannes von Euch (1834-1922) blev apostolsk vikar og dermed bispeviet. De danske katolikker havde nu deres egen biskop. Antallet af sogne steg fra 8 til 28, og udenlandske ordenssamfund (redemptorister, Montfortanere, kamillianere, Vincentpræster, Skt. Josephsøstre, Vincentsøstre, Hedvigsøstre m.m.) etablerede sig med kirker, skoler og sygehuse. I 1953 ophøjedes Danmark officielt til et selvstændigt og normalt katolsk bispedømme (Bispedømmet København). Biskoppen af København Czeslaw Kozon har siden 1995 været biskop for de danske katolikker.
Gårdejer Jens Busk fra Åes ved Hovedgård nord for Horsens (død i 1908), var en af de første danske bønder siden reformationen, som konverterede til den katolske kirke. Som rigsdagsmand fik han i starten af det 20. århundrede gennemført statsstøtte til de katolske skoler, der i dag genfindes som den offentlige støtte til samtlige friskoler.

## Statistik
Pr. 1. december 2017 er der i alt 47.673 katolikker i Danmark (inkl. Færøerne og Grønland). Af disse 40.405 registrerede katolikker er i alt 31.530 (svarende til 78%) over 18 år.
|      | Udvikling i antallet af katolikker i Danmark (medlemmer af Den katolske Kirke i Danmark) |       |
| ---- | ---------------------------------------------------------------------------------------- | ----- |
| 1850 | Ca. 1.000 katolikker (svarende til 0,07% af befolkningen)                                | [ 3 ] |
| 1883 | Ca. 3.000 katolikker (svarende til 0,15% af befolkningen)                                | [ 3 ] |
| 1892 | Ca. 5.000 katolikker (svarende til 0,22% af befolkningen)                                | [ 4 ] |
| 1922 | Ca. 25.000 katolikker (svarende til 0,73% af befolkningen)                               | [ 3 ] |
| 1992 | 31.139 katolikker (svarende til 0,60% af befolkningen)                                   | [ 1 ] |
| 2002 | 34.884 katolikker (svarende til 0,65% af befolkningen)                                   | [ 1 ] |
| 2008 | 37.123 katolikker (svarende til 0,68% af befolkningen)                                   | [ 5 ] |
| 2012 | 40.405 katolikker (svarende til 0,72% af befolkningen)                                   | [ 1 ] |

## Romerskkatolske Institutioner i Danmark
Der findes 22 katolske skoler i Danmark, som alle repræsenteres af Foreningen af Katolske Skoler i Danmark (FAKS). Et af dem er Niels Steensens Gymnasium, placeret på Østerbro, der er det eneste katolske gymnasium i Danmark. Hertil er knyttet en folkeskole der rækker fra 6. klassetrin og opefter. Endvidere findes der 7 katolske børnehaver, der er samlet i Foreningen af katolske børnehaver i Danmark.
De unge katolikker har en organisation kaldet Danmarks Unge Katolikker, der samler unge katolikker fra hele landet til lejre, hvor der diskuteres tro og knyttes sociale bånd.
Sankt Andreas Bibliotek (SAB) er Det katolske Bispedømme Københavns offentlige teologiske bibliotek.
Avisen Katolsk Orientering er Den Katolske Kirke i Danmarks officielle nyhedsorgan.

## Romerskkatolske kirker i Danmark[7]
Ud over de følgende kirker, der er knyttet til menigheder i Danmark findes bl.a. Sankt Mikaels Kirke i Pindstrup, et kapel hvori der stadig afholdes messer. Tidligere katolske kirker såsom Vor Frelsers Kirke i Assens er ikke inkluderede, ligesom flere aktive klostre i Danmark ikke er inkluderede.
| Jylland | Sjælland, Lolland-Falster og Bornholm | Storkøbenhavn |

| Esbjerg Fredericia Haderslev Herning Horsens Kolding Randers Silkeborg Sønderborg Tønder Vejle Viborg Aabenraa Aalborg Aarhus --- Fyn Odense Svendborg | Sankt Nikolaj Kirke Sankt Knuds Kirke Sankt Marie Kirke Sankt Peters Kirke Sankt Josefs Kirke Sankt Michaels Kirke Jesu Hjerte Kirke Vor Frue Kirke Sankt Pauls Kirke Hellig Kors Kirke Sankt Norberts Kirke Sankt Kjelds Kirke Sankt Ansgars Kirke Sct. Mariæ Kirke Vor Frue Kirke Sankt Nikolaj Kirke Sankt Albani Kirke Sankt Knuds Kirke | Helsingør Hillerød Holbæk Kalundborg Køge Nykøbing F. Næstved Ringsted Roskilde Slagelse Åkirkeby Grønland Nuuk Færøerne Torshavn | Sankt Vincent Kirke Sankt Vilhelms Kirke Sankt Elisabeths Kirke Sankt Mariæ Kirke Sankt Hans Kirke Hellig Kors Kirke vor Frue kirke Sankt Knuds Kirke Sankt Laurentii Kirke Vor Frue Kirke Rosenkranskirken Krist Konge Kirke Mariukirkjan | Amager Frederiksberg Hellerup --- Herlev --- Hvidovre Lyngby Nørrebro Taastrup Vesterbro Domkirken København Ordenskirker København Østerbro | Sankt Annæ Kirke Skt. Mariæ Kirke Skt. Andreas kirke Sankt Therese Kirke Vor Frue Kirke Sankt Antoni Kirke Skt. Nikolaj Kirke Sankt Knud Lavard Kirke Sakramentskirken Sankt Pauls Kirke Jesu Hjerte Kirke Sankt Ansgars Kirke Sankt Augustins Kirke Immaculatakirken |

## Romerskkatolske Ordener i Danmark[8]
| Mandeordener | Kvindeordener |

|  | Orden Cistersienserne Jesuitterordenen Oblatfædrene Præmonstratenserne Redemptoristerne Vincentpræsterne | Sted Bornholm Aarhus København Herlev Lyngby Roskilde Vejle Kolding Amager Hvidovre Næstved Odense Vordingborg Birkerød Hørsholm Helsingør | Knyttet til bygningen Myrendal Kloster Vor Frue Kirke Sankt Augustins Kirke Vor Frue Kirke Sankt Knud Lavard Kirke Sankt Laurentii Kirke Sankt Norberts Kirke Sankt Michaels Kirke | Orden Benediktinerinderne Søstrene af det Dyrebare Blod Sankt Joseph Søstrene Cistercienserne Birgittinerinderne Karmeliterinderne Betaniasøstrene Kærlighedens Missionærer Sankt Elisabeth Søstrene Franciskanersøstrene Jesu Små Søstre Maria Immaculata Søstrene Sankt Hedvig Søstrene | Sted Åsebakken Frederiksberg Rønne Birkerød København Ringsted Aarhus Djursland Maribo Hillerød Hellerup Nørrebro Tønder Torshavn Vesterbro Ry Nuuk København Odense Aabenraa Dalum Odense | Knyttet til bygningen Vor Frue Kloster Sankt Lioba Kloster Nordvanggård Immaculatakirken Maria Hjerte Abbedi Sankt Birgitta Kloster Sankt Josefs Karmel |